# John Montagu (2. książę Montagu)
John Montagu (ur. 29 marca 1689, zm. 5 lipca 1749) – brytyjski arystokrata, wojskowy i polityk.

## Życiorys
Był synem Ralpha Montagu, 1. księcia Montagu, i Elizabeth Wriothesley, córki 4. hrabiego Southampton. Po śmierci ojca w 1709 r. odziedziczył tytuł księcia Montagu i po osiągnięciu wymaganego prawem wieku zasiadł w Izbie Lordów. Jednocześnie został zarządcą królewskiej garderoby.
W latach 1715–1721 i w roku 1737 był pułkownikiem 1. oddziału Królewskiej Gwardii Konnej Jego Królewskiej Mości (1st (His Majesty's Own) Troop of Horse Guards). W latach 1731–1740 był kapitanem Gentlemen Pensioners. W latach 1733–1734 był gubernatorem wyspy Wight. W latach 1740–1742 i 1742–1749 był generałem artylerii. Podczas powstania Młodszego Pretendenta w 1745 r. wystawił pułk kawalerii Montagu's Carabineers.
Od 1715 r. był Lordem Namiestnikiem hrabstw Northamptonshire i Warwickshire. W 1719 r. został kawalerem Orderu Podwiązki. Był również kawalerem Orderu Łaźni, członkiem Royal Society, wielkim mistrzem Orderu Łaźni (od 1725 r.), a także wielkim mistrzem Wielkiej Loży Londynu. Był współzałożycielem Foundling Hospital. Był protektorem murzyńskich arystów Ignatiusa Sancho i Francisa Williamsa.
Zmarł w 1749 r. Wraz z jego śmiercią wygasł tytuł księcia Montagu.

## Rodzina

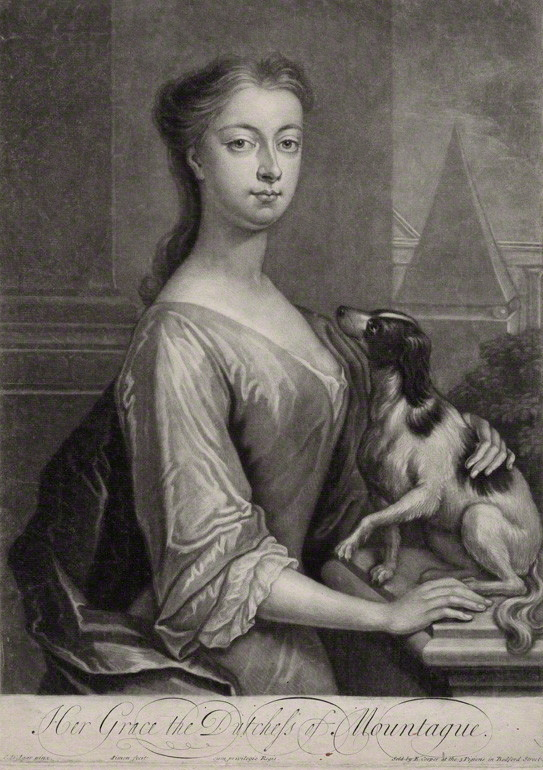
Lady Mary Churchill

17 marca 1705 r. poślubił lady Mary Churchill (15 lipca 1689 - 14 maja 1751), córkę Johna Churchilla, 1. księcia Marlborough, i Sarah Jennings, córki Richarda Jenningsa. John i Mary mieli razem trzech synów i trzy córki:
- John Montagu, zmarł młodo
- George Montagu, zmarł młodo
- Edward Churchill Montagu, zmarł młodo
- Eleanor Montagu
- Isabella Montagu (zm. 20 grudnia 1786), żona Williama Montagu, 2. księcia Manchester, i Edwarda Husseya-Montagu, 1. hrabiego Beaulieu, miała dzieci z drugiego małżeństwa
- Mary Montagu (ok. 1711 - 1 maja 1775), żona George’a Brudenella, 4. hrabia Cardigan, miała dzieci